# 司令塔
指挥搭是舰只或潜舰上的高耸起的平台，在那里军官可以对舰进行conn（下达航海指令给舵手），它也给航海提供了良好视野因此在军舰上越造越高。conn这个词可能来自conduct而不是control。